# Roger Senhouse
Roger Henry Pocklington Senhouse, född 1899, död 1970, var en engelsk förläggare och översättare, samt medlem av Bloomsburygruppen. Den öppet homosexuelle författaren Lytton Stracheys privata brev ger vid handen att Senhouse var dennes siste älskare och att de ska ha haft ett hemligt sado-masochistiskt förhållande under 1930-talet. 1935 blev Senhouse tillsammans med Fredric Warburg delägare i förlaget Secker & Warburg.